# Horizon Air
Horizon Air es una aerolínea regional estadounidense con sede en SeaTac, Washington, Estados Unidos. La aerolínea es una subsidiaria de propiedad total de Alaska Air Group y Alaska Airlines, miembro del grupo, le paga para dotar de personal, operar y mantener aeronaves utilizadas en vuelos programados, comercializados y vendidos por Alaska Airlines. Los aviones operados por Horizon comparten la marca Alaska Horizon para diferenciar los aviones de Horizon de los operados por la otra aerolínea regional socia de Alaska, SkyWest Airlines.
Horizon Air inició sus operaciones en septiembre de 1981, fue comprada por Alaska Air Group en noviembre de 1986 y continuó volando como una aerolínea de marca independiente hasta 2011, cuando cambió al actual modelo comercial de acuerdo a compra de capacidad.
La aerolínea tiene su sede en el suburbio de Seattle de SeaTac, no lejos del Aeropuerto Internacional de Seattle-Tacoma, y la base de mantenimiento principal de la aerolínea se encuentra en el Portland (OR). Horizon también considera que los aeropuertos de Seattle-Tacoma y Portland son sus centros de conexiones.

## Destinos
Los destinos de Horizon están ubicados en los estados de Alaska, Arizona, California, Colorado, Idaho, Kansas, Minnesota, Montana, Nevada, Nuevo México, Oregón, Texas, Utah y Washington, así como en las provincias canadienses de Alberta y Columbia Británica.

## Flota

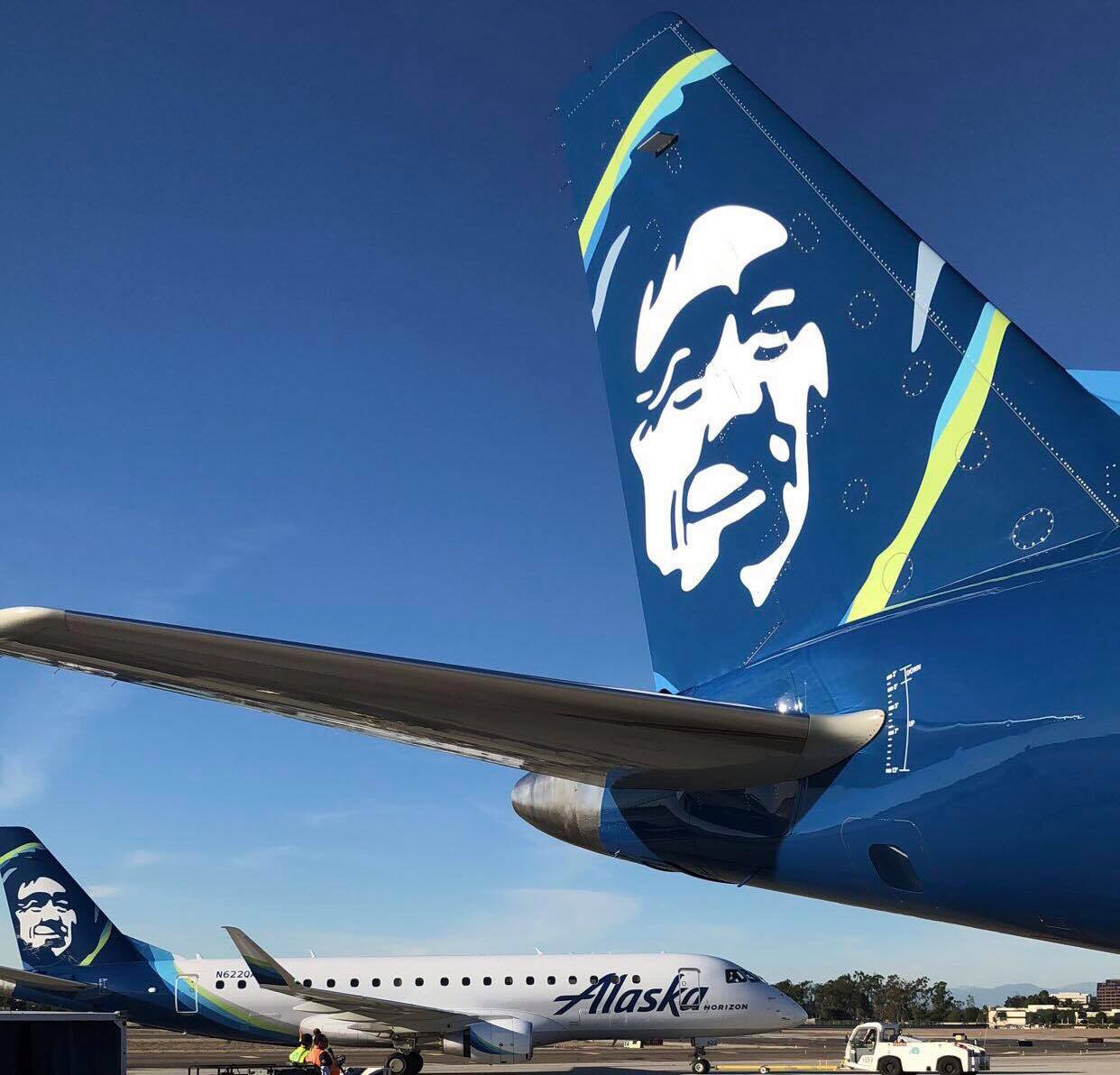
Dos Embraer 175 de Horizon Air, en los colores de Alaska Airlines.

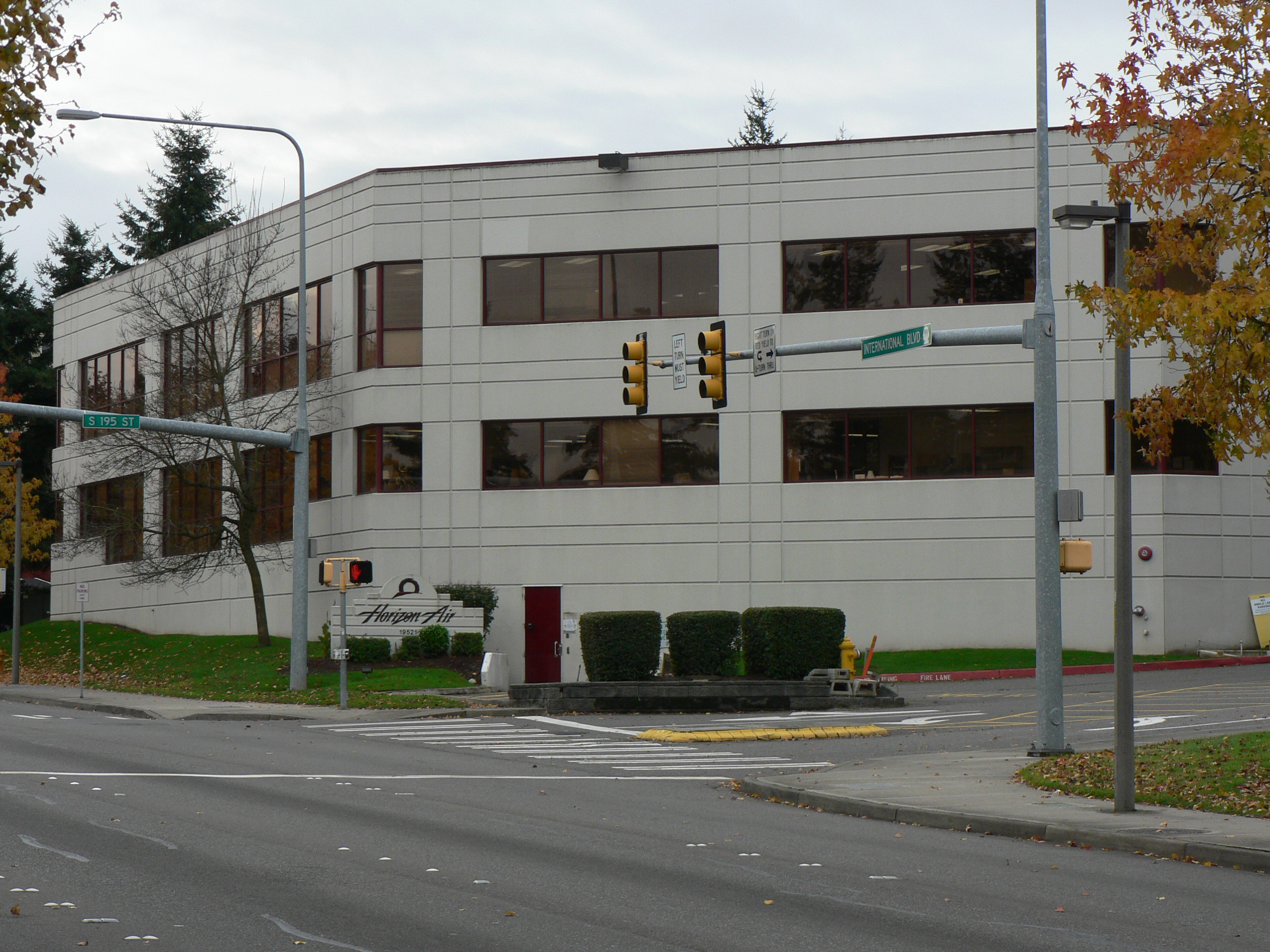
antigua sede.

### Flota actual
La flota de aviones de Horizon Air se compone de las siguientes aeronaves, con una edad media de 4.5 años (a junio de 2024):
| Avión       | En servicio | Órdenes | Pasajeros | Pasajeros | Pasajeros | Pasajeros | Notas |
| Avión       | En servicio | Órdenes | F         | Y+        | Y         | Total     | Notas |
| ----------- | ----------- | ------- | --------- | --------- | --------- | --------- | ----- |
| Embraer 175 | 44          | 6       | 12        | 16        | 48        | 76        |       |
| Total       | 44          | 6       |           |           |           |           |       |

El Embraer 175 es un jet regional operado en una configuración de tres clases (primera clase, clase premium y cabina principal) con un total de 76 asientos reclinables totalmente de cuero. Las secciones de cabina principal y clase premium del avión tienen dos asientos a cada lado del pasillo, mientras que la sección de primera clase tiene un solo asiento en un lado del pasillo y dos asientos en el otro.

### Flota histórica
Las aeronaves operadas por Horizon Air en el pasado incluyen: